# Une cause perdue
Une cause perdue (en russe : Propachtchee delo) est une nouvelle d’Anton Tchekhov, parue en 1882. 

## Historique
Une cause perdue est initialement publiée dans la revue russe Le Compagnon, no 11, du 22 juin, sous le pseudonyme Antocha Tchekhonte. 
C’est une nouvelle humoristique et noire sur les relations hommes femmes.

## Résumé
Un jeune homme a rendez-vous avec une jeune fille. Il se prépare minutieusement, car c’est le jour où il va se déclarer. Elle est riche et amoureuse de lui ; lui est pauvre et, à défaut d’amour, il place de grands espoirs dans les trente mille roubles de la dot.
Quand il lui avoue son amour, elle acquiesce, ils s’embrassent, l’union est scellée. Sauf que pris d’un accès subit d’honnêteté, il lui avoue qu’il est fier de sa pauvreté et qu’il prédit un avenir de privations pour le couple.
La jeune fille réfléchit, le remercie de sa franchise, éclate en sanglots et lui avoue qu’il n’est pas question pour elle de vivre pauvrement et de manger de la soupe aux choux : elle préfère les bécasses et les gâteaux. Elle le quitte sur le champ.

## Édition française
- Une cause perdue, traduit par Édouard Parayre (révisé par Lily Denis), dans Œuvres, tome II, Paris, Éditions Gallimard, coll. « Bibliothèque de la Pléiade » no 220, 1970  (ISBN 2-07-010550-4)